# Jaume Cuadrat Realp
Jaume Cuadrat i Realp (l'Albagés, 1899 - Barcelona, 1993) fou un escriptor català en llengua catalana i francesa. De jove feia ja versos, mentre guardava el bestiar o bé durant les hores de repòs, després dels treballs de la terra de la casa pairal (Cal Sargento).
Apassionat de saber, gràcies a l'afecció i a l'ajut d'una germana del seu pare, la tia Rosa, va deixar de guardar les ovelles i de treballar la terra per tal de cursar els estudis de Magisteri a l'Escola Normal de Lleida.
Orfe de mare de jove, de la seva infància i joventut en guardà un record amarg. Heus ací perquè en tots els seus poemes dedicats a la terra natal s'hi troba sempre l'esperança d'un demà millor, i ensems la por dels freds, que maten les plantades d'oliveres, les flors dels ametllers, i d'una faisó especial l'angoixa de les llargues sequeres, que porten la misèria i la desolació a les llars garriguenques.
Després d'uns anys d'exercici de la professió a l'escola rural, fou nomenat mestre del Patronat de l'Ajuntament de Barcelona. Durant uns anys la seva activitat fou extraordinària, puix ultra sa vida professional, col·laborava en diverses revistes catalanes i dirigia el Magisteri català portaveu dels mestres nacionals de Catalunya.
Exiliat a França la fi de la Guerra Civil, va viure donant lliçons a Lió durant els anys tristos de l'ocupació hitleriana. A la fi de la Segona Guerra Mundial va obrir un magatzem de fotografia a la capital del Rhone, i amb diversos emigrats va fundar el Centre Català, del qual fou el primer president. Freturós de conèixer món, apassionat d'aventures, emigrà al Brasil i, a Sâo Paulo fou un gran animador del Centre Català i, més tard, el seu president.
De retorn a França, ingressà com a professor de llengua castellana al Lycée Masséna de Niça on hi exercí la seva professió des de l'any 1956. Durant aquests anys de professorat va menar una vida literària molt intensa fins que ja gran va tornar a Catalunya.
Jaume Cuadrat ha escrit en català diverses novel·les, totes elles traduïdes al francès.